# Hans Bornemann (Fußballspieler)
Hans Bornemann (* 21. Juni 1913 in Wattenscheid; † 30. April 1966) war ein deutscher Fußballspieler, der von 1934 bis 1942 mit dem FC Schalke 04 sechsmal deutscher Meister und einmal deutscher Pokalsieger wurde. Er war zudem als Fußballtrainer tätig.

## Leben und Karriere
Als Jugendlicher wechselte Bornemann 1929 vom SV Gelsenkirchen-Hessler zum FC Schalke 04. Zehn Monate nach seinem ersten Einsatz in der ersten Mannschaft stand er am 11. Juli 1933 bereits im Endspiel um die deutsche Meisterschaft. Während er in der Ruhrbezirks- und Westdeutschen Meisterschaft 1933 meist als Mittelläufer spielte stand er im Finale bereits auf der Position in der Verteidigung, auf der er in den folgenden Jahren mit Otto Schweisfurth ein „gefürchtetes Abwehrgespann“ bilden sollte. In diesem Jahr verlor Schalke das Finale mit 0:3 gegen Fortuna Düsseldorf, doch bereits ein Jahr später holte er mit den Königsblauen seinen ersten Meistertitel, als Schalke im Endspiel den 1. FC Nürnberg mit 2:1 besiegte.
Insgesamt machte er von 1932 bis 1948 für Schalke 100 Gauligaspiele und stand in 68 Begegnungen der Meisterschaftsfinalrunden sowie 28 Pokalspielen auf dem Platz – darunter alle 14 Endspielpaarungen dieser Zeit mit Schalker Beteiligung. Nach 1934 wurde er auch 1935, 1937, 1939, 1940 und 1942 deutscher Meister und 1937 außerdem noch Pokalsieger.
Am 29. Mai 1937 beantragte er die Aufnahme in die NSDAP und wurde rückwirkend zum 1. Mai desselben Jahres aufgenommen (Mitgliedsnummer 5.972.067), neben ihm traten noch Fritz Szepan und Ernst Kuzorra als Schalker Spieler der Partei bei. Im Zweiten Weltkrieg war er Soldat und spielte – zeitweilig als Mannschaftskapitän – in der Soldatenelf im besetzten Paris. Nach seiner Rückkehr aus englischer Kriegsgefangenschaft spielte er noch fünfmal in der Oberliga für die Knappen. Der gelernte Bergmann und später einzige Abiturient in Reihen der Schalker Meisterspieler der 1930er und 1940er Jahre war zunächst Angestellter der Zeche Graf Bismarck. Vor dem Zweiten Weltkrieg war er Bankkaufmann bei der Deutschen Bank in Gelsenkirchen, nach dem Krieg gründete er ein eigenes Werbeunternehmen und gab die HaBo Fußball-Sonderschau heraus; daneben war er für verschiedene Vereine wie BV Brambauer und Preußen Wanne als Trainer tätig.
Mit 52 Jahren starb Hans Bornemann an einem Herzinfarkt.